# PCC (серія трамваїв)
PCC (англ. Presidents 'Conference Committee) - серія трамваїв, що будувалися в США і пізніше в інших країнах, починаючи з першої половини 1930-х років. 
На трамваї типу PCC заснована серія трамваїв «Татра», що використовуються досі.

## Історія
В 1929 році директори різних американських підприємств громадського транспорту, що займалися трамвайними перевезеннями, організували конференцію з питань виживання та розвитку трамвайних компаній в умовах зростання конкуренції з боку автобусів та приватних автомобілів. 
Одним із питань на обговоренні було створення нового, уніфікованого (а отже, дешевшого) та досконалішого типу вагона.
Результатом цієї конференції стало створення нового типу трамваю, який отримав як назву абревіатуру комітету. 
Ці трамваї стали дуже популярними у США. 
Від старіших трамваїв їх відрізняли не тільки сучасніша будова, але також і сучасний (на той момент) дизайн, а також плавність розгону. Ці трамваї використовувалися у Балтіморі, Канзас-Сіті, Лос-Анджелесі, Філадельфії та багатьох інших містах США. У Сан-Франциско та Філадельфії ці трамваї використовуються досі.
У Північній Америці трамваї PCC будували до початку 1950-х років, загалом було випущено 4978 вагонів.
Деякі моделі трамваїв PCC стали одним із символів США початку XX століття.

## Виробники

### Америка
В США ці трамваї будували компанії «St. Louis Car Company» та «Pullman Standard». 
Один екземпляр був збудований фірмою «Clark Equipment». 
Трамваї для міст Канади вироблялися компаніями «St. Louis Car Co.» та «Canadian Car and Foundry» у Монреалі, Квебек.

### Європа

#### Італія та Іспанія

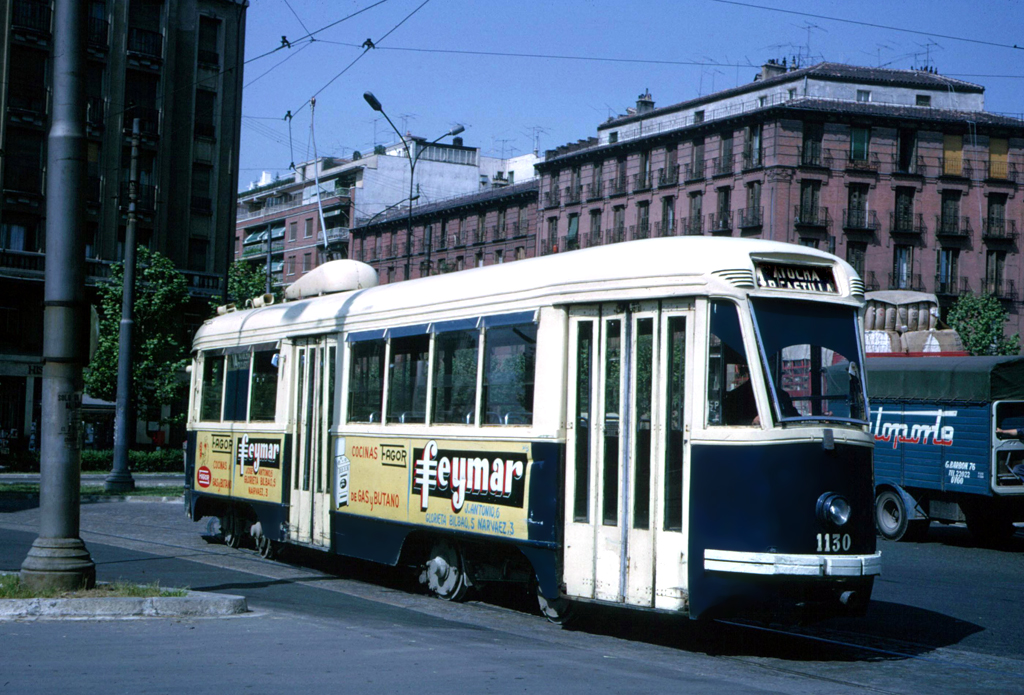
PCC виробництва CAF у Мадриді, 1969

В 1940-х роках PCC за ліцензією почала випускати фірма ФІАТ в Італії. 
Ці трамваї будувалися на замовлення трамвайного господарства Мадрида. 
Перший PCC прибув до Мадриду в 1942 році. 
Він справив хороше враження, і господарство замовило ФІАТ ще 49 трамваїв, проте через труднощі воєнного часу вони прибули в Мадрид тільки в 1944 році. 
У Мадриді ці трамваї отримали номери 1001-1050. 
Їх почали використовувати у Мадриді з 1945 року. .
Вагон № 1010 був конфіскований в Італії німецькою армією і був перевезений до Берліна (Віттенау), де простояв у депо до середини 1950-х років. 
Натомість цього вагона ФІАТ побудував ще один, щоб поставити в Мадрид замовлену кількість трамваїв. 
Цей вагон використовували у Мадриді з 1946 року.
Мадридські PCC були обладнані візками B-2 (які відрізнялися високою якістю та ціною) та мали електрообладнання фірми CGE (італійська дочірня фірма американської General Electric).
В 1951 — 1958 рр PCC випускалися в Іспанії фірмою CAF, за ліцензією ФІАТ. Було збудовано 110 трамваїв, всі вони використовувалися в Мадриді (номери 1051-1160).
Всі мадридські PCC були знищені після припинення трамвайного руху в Мадриді у 1972 році .
Також в Італії трамваї PCC будувалися фірмою OM у Мілані в 1950-х роках
. 
PCC фірми OM зовні сильно відрізнялися як від американських PCC, так і від PCC випущених ФІАТом і CAF. OM будувала PCC для Риму (двадцять штук) та Мілана.

#### Бельгія
Після Другої світової війни трамваї цього типу стали будувати в Європі (для місцевого ринку). Європейські PCC спільно випускалися бельгійськими фірмами «La Brugeoise et Nivelles» (BN) (фабрика в Брюгге) та «Ateliers de Conctructions Electriques de Charleroi» (фабрика в Шарлеруа). 
Побудовані в Бельгії трамваї для Гааги і Місцевих залізниць (мережа міжміських трамваїв у Бельгії) повторювали дизайн американських PCC, проте дизайн трамваїв, що будувалися пізніше, помітно відрізнявся від американського дизайну. 
Усього бельгійською промисловістю було побудовано близько 700 трамваїв PCC 
.

#### Чехія

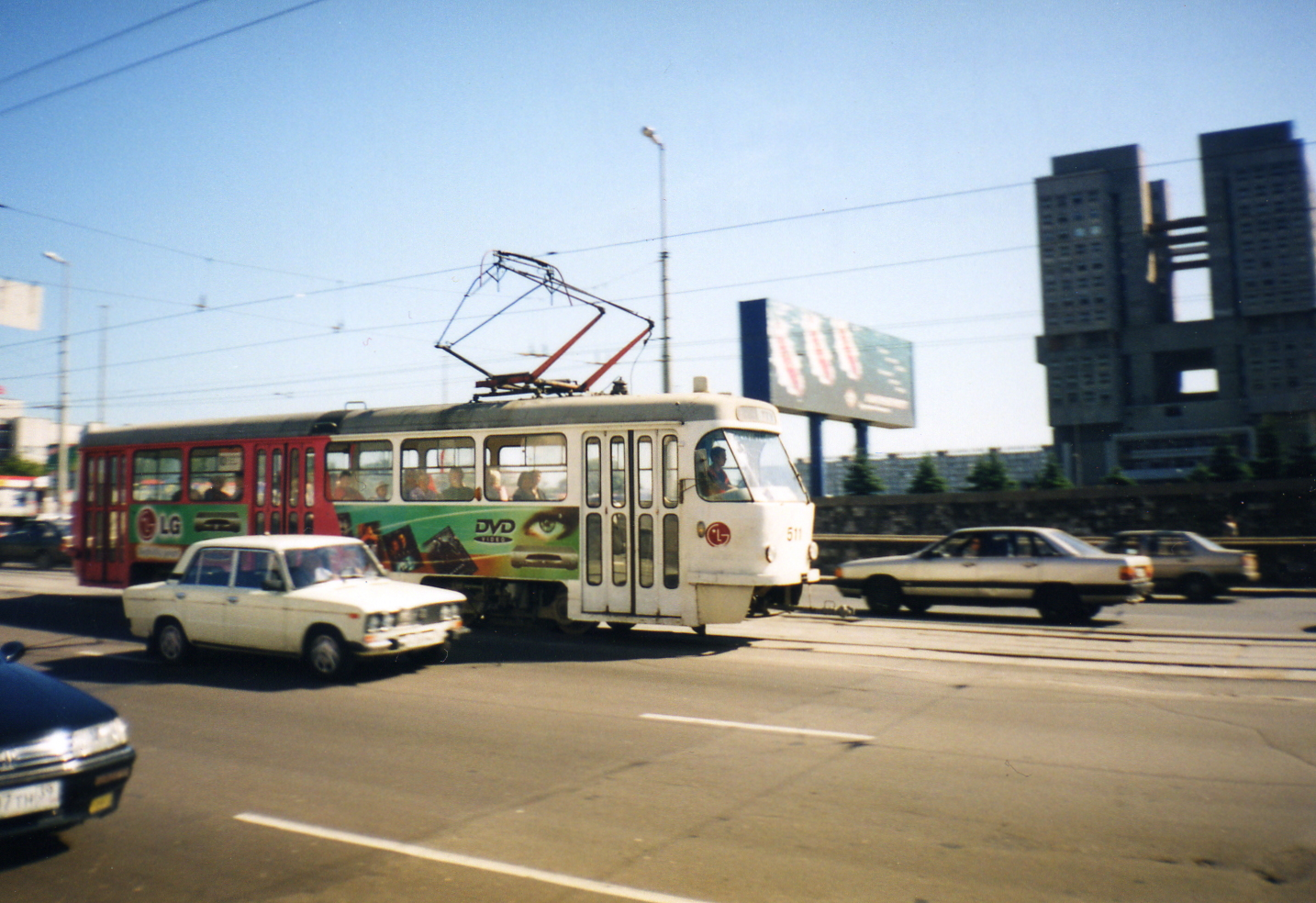
Татра Т4

Іншим європейським виробником PCC була чеська фабрика "Ческоморавська Колбен-Данек", що випускала ці трамваї за ліцензією. 
Перша модель заснованих на PCC трамваїв "Татра", Т1, не сильно відрізнялися від оригіналу. 
Пізніше, відштовхуючись від моделі Т1, інженери ЧКД створили цілу низку серій трамваїв, зокрема і добре відомі в Україні вагони T3. 
До 1980 за даними підприємства було випущено 13000 трамваїв цієї серії. 
Після банкрутства холдингу ЧКД випуск трамваїв-нащадків PCC було припинено.

#### Польща
Також у Європі клони PCC випускала (без ліцензії) польська фабрика Konstal. 
Перша модель PCC-подібного трамваю цієї фабрики отримала індекс 13N і була практично точною копією "Татри" Т1. 
Ці трамваї до 2012 року використовувалися у Варшаві. 
З 1973 року ця фабрика випускає дещо модернізовану модель 105N, яка зараз використовується у всіх трамвайних містах Польщі. 
Незважаючи на модернізацію, електрообладнання трамваїв цього типу ідентичне електрообладнанню оригінальних PCC.

## Поширення

### Північна Америка

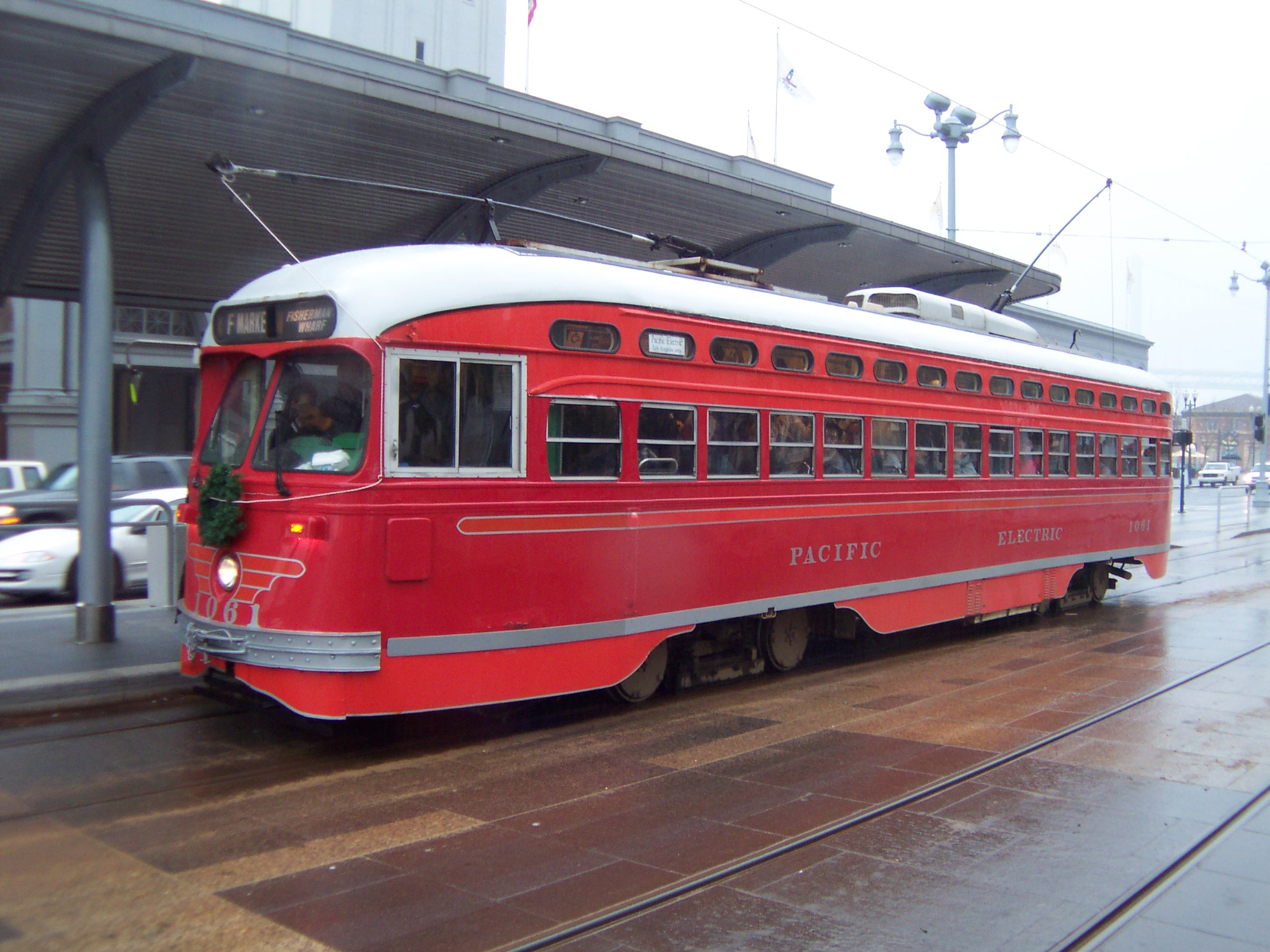
PCC у Сан-Франциско

В 1930-х — 1950-х роках PCC використовували практично у всіх трамвайних містах США. 
Після Другої світової війни більшість трамвайних систем США були закриті та (у кращому разі) замінені автобусами. 
На небагатьох трамвайних системах, що збереглися в умовах автомобілізації, PCC використовували до 1980-их років, після чого були замінені сучаснішими трамваями. 
На кінець 2010-х PCC використовують лише у декількох містах США. 
У Сан-Франциско PCC, побудовані між 1946 та 1952 роками, а також кілька старіших PCC використовуються на маршруті F Market Line. 
Також PCC досі використовуються у Бостоні та Філадельфії.
Унікальна ситуація склалася у місті Кеноша (штат Вісконсін). 
Місцева трамвайна мережа була закрита ще 1932 року, але 2000 року трамвайний рух було відроджено. 
Рухомий склад - старі трамваї PCC - були закуплені у Торонто.
Крім пасажирських трамвайних мереж, останнім часом у багатьох містах США створюються так звані «історичні» трамвайні мережі. 
Такі мережі мають, як правило, один-два маршрути в історичному центрі міста. 
Рухомий склад – кілька старовинних трамваїв. 
На деяких із цих мереж використовують PCC.
Список міст США, де використовувалися або використовуються PCC
Список ще не вивірений. Можливі прогалини та неточності
У дужках вказана назва транспортної фірми, що здійснювала експлуатацію трамваю:
- Балтімор (Baltimore Transit Co.);
- Бірмінгем (Birmingham Electric Company);
- Бостон (Boston Elevated Railway) (після 1947: Metropolitan Transit Authority - MTA) (після 1964: Massachusetts Bay Transportation Authority - MBTA);
- Бруклін (Brooklyn & Queens Transit);
- Чикаго (Chicago Surface Lines - CSL) (після 1947: Chicago Transit Authority - CTA);
- Цинциннаті (Cincinnati Street Railway Co. - CSR);
- Клівленд (Cleveland Transit System) - & Shaker Heights Rapid Transit (SHRT);
- Даллас (Dallas Railway & Terminal Company - DR&T);
- Детройт (Detroit Department of Street Railways - DSR);
- Ель-Пасо (El Paso City Lines);
- Джонстаун (Johnstown Traction Co. - JTC);
- Канзас-Сіті (Kansas City Public Service Co. - KCPS);
- Лос-Анджелес (Los Angeles Railway Co. - LARy) (після 1945: Los Angeles Transit Lines) (з 1958: Metropolitan Coach Lines) - & Pacific Electric Railway Co.;
- Міннеаполіс - Сент-Пол (два міста мали єдину трамвайну мережу) (Twin City Rapid Transit Company - TCRT);
- Ньюарк (Public Service Railway Co.);
- Філадельфія (Philadelphia Rapid Transit Co. - PRT) (після 1940: Philadelphia Transportation Co. - PTC) (після 1968: SEPTA) - & Philadelphia Suburban Transportation Co. (PSTCo.), так звані Red Arrow Lines;
- Піттсбург (PRC - Pittsburgh Railways Co.) (після 1964: Port Authority of Allegheny County);
- Сент-Луїс (St. Louis Public Service Co. - SLPS) - & Illinois Terminal Railroad System;
- Сан-Дієго (San Diego Electric Railway - SDERy);
- Сан-Франциско (MUNI):
- Вашингтон (Capital Transit Co. - CTC);

У Канаді PCC використовувалися в Торонто з 1937 року. 
До 1954 року у цьому місті знаходилася найбільша концентрація PCC у світі, багато з яких раніше належали трамвайним мережам США, що припинили своє існування. 
Торонто PCC використовували до середини 1990-х років. 
Зараз деяка кількість цих трамваїв зберігається у працездатному стані та за спеціальними випадками використовуються для катання публіки.

### Латинська Америка

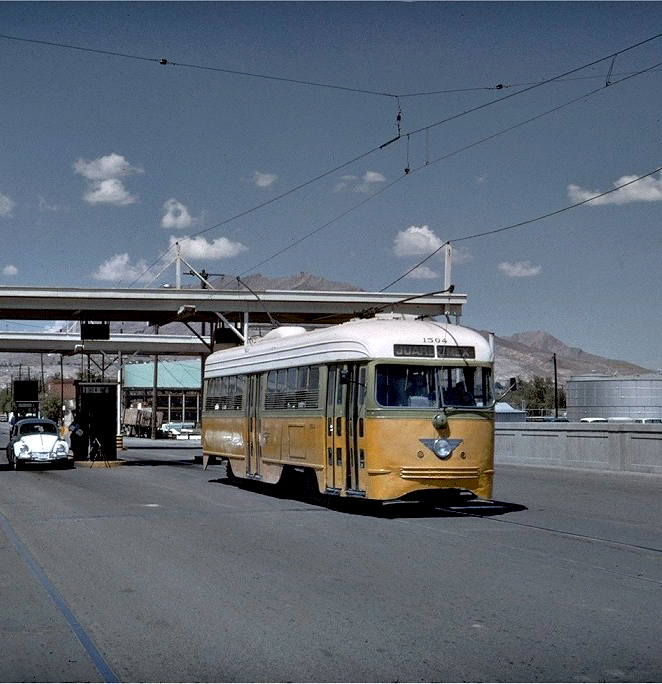
PCC міжнародного маршруту Ель-Пасо (США) — Сьюдад-Хуарес (Мексика) біля прикордонного переходу

#### Мексика
- - Мехіко (були вживані PCC з Міннеаполісу, Детройту та Канзас-Сіті)
  - З 1940-х років і до 1973 року трамваї PCC використовувалися на міжнародному трамвайному маршруті, що сполучає два прикордонні міста: Ель-Пасо (США, штат Техас) та Сьюдад-Хуарес (Мексика, штат Чіуауа).

#### Аргентина
- - Буенос-Айрес (були вживані PCC з Лос-Анджелесу).

### Європа
Трамваї бельгійського виробництва

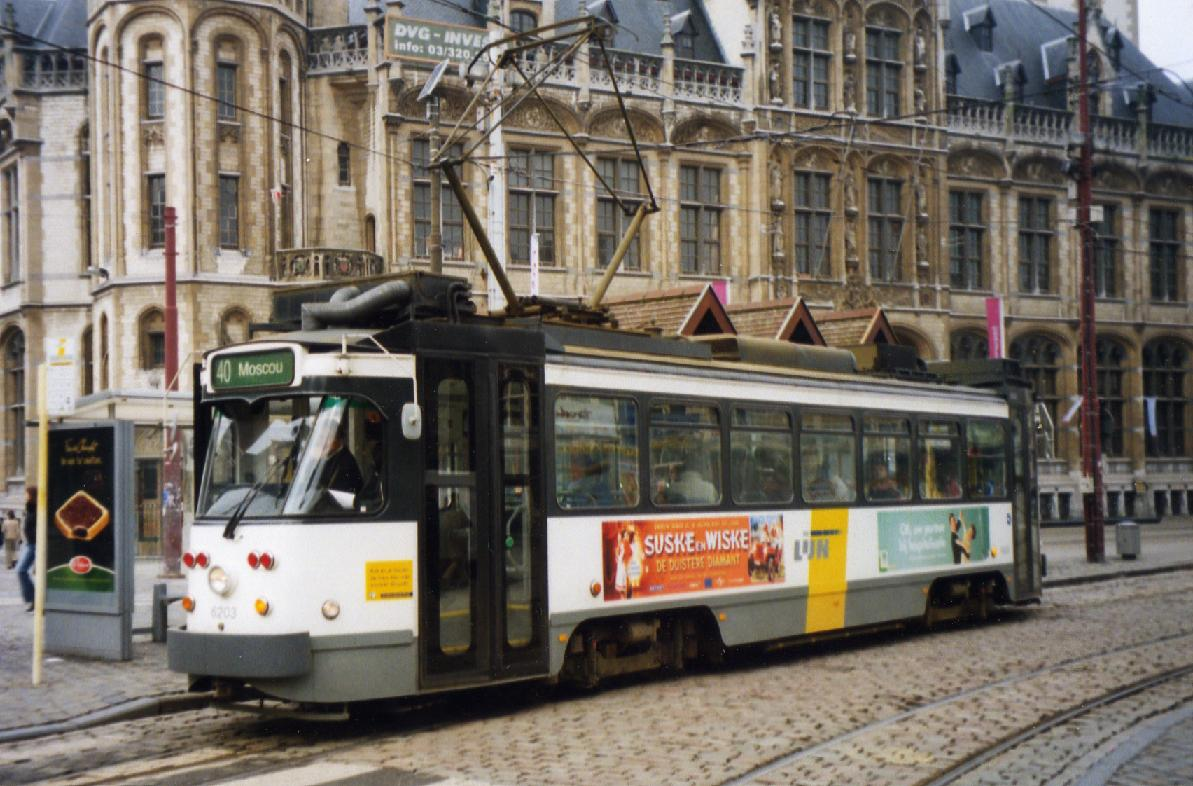
PCC у Генті, 2004

PCC бельгійського виробництва використовувалися у наступних містах:
- Бельгія
  - Брюссель (1957 - теперішній час)
  - Антверпен (1960 - теперішній час)
  - Гент (1971 - теперішній час)
  - Шарлеруа (1950-1960)

- Боснія
  - Сараєво (1960 - ?)

- Німеччина
  - Гамбург (1951-1957)

Єдиним трамваєм PCC, що використовували у Західній Німеччині, був вагон № 3060, який спочатку був побудований для експлуатації у Брюсселі. 
У лютому 1952 року його стали використовувати на гамбурзькій трамвайній лінії № 8, уночі він часто використовувався на лінії № 3. 
У листопаді 1957 року цей вагон був перевезений до Копенгагену де декілька тижнів він працював на лінії № 7. 
Там цей вагон теж не прижився і, зрештою, в 1958 році він потрапив до Брюсселя. 
У Брюсселі він отримав бортовий номер 7000 та пропрацював до 1994 року. 
Після списання він повернувся до Німеччини і зараз перебуває у трамвайному музеї.
- Нідерланди
  - Гаага (1949-1993)

- Сербія
  - Белград (1952 - ?)

- Франція
  - Марсель (1969-2004)
  - Сент-Етьєн (1958-1998)

Іспанія
В Іспанії PCC використовувалися у двох містах: Мадриді та Барселоні. 
У Мадриді використовувалися PCC італійського та іспанського виробництва (див. вище), а Барселоні – американського.
В 1961 році барселонське трамвайне господарство закупило вживані PCC у Вашингтоні. 
Трамвайне господарство Вашингтона на той час готувалася до закриття і розпродавало досить хороші (тобто не дуже старі трамваї, що перебувають у доброму технічному стані). 
До 1964 Барселона закупила за океаном 101 трамвай PCC (в експлуатацію було введено 99 трамваїв), по дві тисячі доларів за штуку. 
У Барселоні всі PCC було відремонтовано та модернізовано: було проведено ремонт кузова, на трамваї були встановлені нові двері та фари, а також нові гумові бампери. 
Крім того, трамваї були обладнані додатковою тролейною штангою, для полегшення маневрових робіт, під час руху заднім ходом. 
Ці трамваї використовувалися на всіх барселонських маршрутах. 
В 1971 році трамвайну мережу Барселони було закрито. 
П'ять барселонських трамваїв PCC було збережено у музеї.
Італія
В 1950-х роках трамвайне господарство Риму замовило у фірми OM партію трамваїв PCC для заміни застарілих трамваїв MRS. 
Спочатку планувалося замовити велику партію PCC, проте напередодні Олімпійських ігор 1960 рокуроку у Римі проводилася програма міської модернізації, частиною якої було скорочення трамвая, який тоді вважався застарілим видом транспорту. 
В результаті міська трамвайна мережа значно зменшилася, а відтак зменшилася потреба у нових трамваях. 
У результаті OM поставила для Рима лише двадцять PCC. 
Ці трамваї були збудовані в 1956/57 роках і були поставлені в Рим у 1957/58 роках. 
У Римі PCC отримали бортові номери 8001-8039 (використовувалися лише непарні номери, парні номери були зарезервовані для причіпних вагонів, які не були побудовані). 
Пізніше, у 1987 році, два PCC виробництва OM (номери 8041 та 8043) були закуплені римським трамвайним господарством у Мілані. 
Римські PCC були поступово виведені з регулярної експлуатації з січня 2001 року.
Римські PCC мали завжди 14,74 м і мали чотири мотори потужністю по 72 кіловати кожен. 
Це були «цілком електричні» трамваї, тобто вони не мали пневматичного обладнання.
Також OM постачало PCC трамвайному господарству Мілана.
Трамваї чеського виробництва
Засновані на PCC трамваї серії «Татра» використовувалися і використовуються досі у багатьох містах Східної Європи , СНД та Україні.
Трамваї польського виробництва
Польський "клон" 105N використовується у всіх містах Польщі з трамвайним рухом.